# Симиова
Симиова (серб. Симијова / Simijova) — село в общине Билеча Республики Сербской Боснии и Герцеговины. Население составляет 60 человек по переписи 2013 года.